# Belém de São Francisco (ort)
Belém de São Francisco är en ort i Brasilien.   Den ligger i kommunen Belém de São Francisco och delstaten Pernambuco, i den östra delen av landet, 1 200 kilometer nordost om huvudstaden Brasília. Belém de São Francisco ligger 317 meter över havet och antalet invånare är 11 124.
Terrängen runt Belém de São Francisco är platt, och sluttar söderut. Runt Belém de São Francisco är det mycket glesbefolkat, med 2 invånare per kvadratkilometer.. Det finns inga andra samhällen i närheten.
Omgivningarna runt Belém de São Francisco är i huvudsak ett öppet busklandskap.